# Kazuo Okada
Pour les articles homonymes, voir Okada.
Kazuo Okada (岡田 和生, Okada Kazuo), né le 3 octobre 1942, est un homme d'affaires japonais, connu pour son rôle dans l'industrie du jeu et du divertissement en Asie. Fondateur d'Universal Entertainment Corporation, une entreprise spécialisée dans la fabrication de machines de pachinko et de pachislot (ja), il a également été un acteur clé dans le développement des casinos en Asie, notamment à travers son implication dans Okada Manila (en), un complexe intégré situé aux Philippines.
Sa carrière a été marquée par des controverses, notamment en raison de son éviction du conseil d'administration de Wynn Resorts en 2012, à la suite d'accusations de corruption dans des projets aux Philippines. Ces événements ont conduit à des batailles juridiques prolongées, affectant sa réputation et son contrôle sur Universal Entertainment. Malgré ces scandales, il reste une figure influente dans le secteur, notamment en tant que pionnier dans l'expansion de l'industrie du jeu au-delà du Japon.

## Biographie
Né en 1942, Kazuo Okada perd son père dans sa jeunesse et doit travailler pour soutenir sa famille. Il étudie dans une école professionnelle d'ingénierie pour tirer parti de son intérêt et de sa passion pour la mécanique. Dans une interview avec le Financial Times, il affirme : « les tubes à vide sont tellement amusants ».
En 1967, il commence à travailler dans le milieu des juke-box, puis fonde en 1969 Universal Lease, qui fabrique des jeux d'arcade pour enfants. À la fin de l'année, sa première visite à Las Vegas le persuade d'entrer dans le secteur de la fabrication de machines à sous. Il invente la fonctionnalité de « quasi-raté » dans ses machines à sous, une innovation qui aide à étendre le marché japonais du « pachislot (ja) » (un hybride des machines à sous de Las Vegas et du pachinko japonais) et rend également ses machines à sous populaires à Las Vegas.
Tout au long des années 1990, Universal est un fournisseur majeur de machines pour l'industrie florissante du pachinko japonais. En 2000, Okada est présenté au magnat des casinos de Las Vegas Steve Wynn, investissant finalement 380 millions de dollars dans la nouvelle entreprise de ce dernier, Wynn Resorts. Celle-ci ouvre son premier casino en 2005 à Las Vegas et un second en 2006 à Macao. En 2008, Steve Wynn refuse de rejoindre Okada dans un investissement majeur pour construire un casino à Entertainment City (en) aux Philippines dans la région de Manille. Okada poursuit seul l'investissement, formant une entreprise locale nommée Tiger Resort, Leisure and Entertainment, Inc. pour gérer le développement du projet. En juillet 2016, le futur complexe est dévoilé sous le nom d'Okada Manila (en), mêlant hôtel, resort et casino pour un coût de 2,4 milliards de dollars, ce qui représente le plus grand investissement d'Okada à ce jour.

## Problèmes juridiques
En 2017, Okada est accusé de « détournement de millions de dollars » de sa société Okada Holdings. Universal Entertainment Corporation le retire alors de son poste de président en convainquant les membres de sa famille de voter contre lui.
Les accusations de détournement de fonds déposées contre lui auprès de la Commission indépendante contre la corruption de Hong Kong et de la Cour régionale de la ville de Parañaque par Universal Entertainment ont depuis été rejetées. Dans une déclaration publiée en septembre 2018, Okada déclare : « Ces accusations fabriquées de toutes pièces visent uniquement à me harceler et à justifier mon éviction illégale. Loin d'être des affaires légitimes, leurs accusations sans fondement ne servent qu'à démontrer la grande conspiration perpétrée par mes détracteurs qui ont trahi ma confiance », et il jure de continuer à se battre pour sa réintégration en tant que directeur, président et chef de la direction de l'entreprise.
En 2019, la cour de Parañaque émet un mandat d'arrêt contre Kazuo Okada en lien avec trois affaires déposées contre lui concernant la réception de 3,1 millions de dollars de compensation non autorisée en tant que PDG de Tiger Resort Leisure & Entertainment, opérateur de l'Okada Manila.
En 2021, le cabinet d'avocats qui le représente, Dentons, demande à se retirer de la représentation d'Okada en raison d'« une rupture irréparable » dans leur relation.
Le 9 décembre 2021, la Cour d'appel des Philippines (en) annule la décision de la cour de Parañaque de 2019 et l'émission du mandat d'arrêt, déclarant que ladite cour de Parañaque « a agi avec un grave abus de pouvoir discrétionnaire en émettant les mandats d'arrêt contre le requérant (Okada) et [l'associé] Usui malgré l'absence claire de cause probable contre eux », et annule à la fois l'accusation criminelle et le mandat d'arrêt.

## Collection d'art
Okada est un collectionneur d'art japonais, chinois et coréen. Il ouvre un musée d'art en 2013 près de la station thermale de Hakone, au sud-ouest de Tokyo.

## Vie privée
Il est marié, a trois enfants et réside à Tokyo.